# سرعة القلب
سُرْعَةُ القَلْب أو وتيرة القلب (بالإنجليزية: Heart rate)‏ هي سرعة ضربات القلب، وتقاس بعدد انقباضات القلب في الدقيقة. وتختلف سرعة القلب وفقًا للاحتياجات الجُسمانية، مثل الحاجة إلى امتصاص الأكسجين وإخراج ثاني أكسيد الكربون. وعادة ما تكون سرعة القلب مساوية أو قريبة من النبض المقاس عند أي نقطة طرفية. وتشمل الأنشطة التي يمكن أن تثير تغيير في سرعة القلب: ممارسة الرياضة، والنوم، والقلق، والإجهاد، والمرض، وابتلاع الأدوية.
تشير العديد من الدراسات والمصادر إلى أن معدل ضربات القلب الطبيعي لشخص بالغ أثناء الراحة يتراوح من 60-100 نبضة في الدقيقة. ويُعرف
تسرع القلب بزيادة عدد ضربات القلب عن 100 نبضة في الدقيقة أثناء الراحة. بينما بطء القلب هو انخفاض معدل ضربات القلب عن 60 نبضة في الدقيقة أثناء الراحة. كما تشير العديد من الدراسات، فضلا عن إجماع الخبراء، إلى أن معدل ضربات القلب الطبيعي أثناء الراحة لدى البالغين يتراوح بين 50-90 نبضة في الدقيقة. انخفاض سرعة القلب خلال النوم إلى حوالي 40-50 نبضة في الدقيقة أمر شائع وطبيعي. وعندما لا يدق القلب بنمط منتظم، يشار إلى ذلك باسم اضطراب النظم القلبي. وتشير اضطرابات معدل ضربات القلب أحيانا إلى وجود مرض.

## الفيزيولوجيا

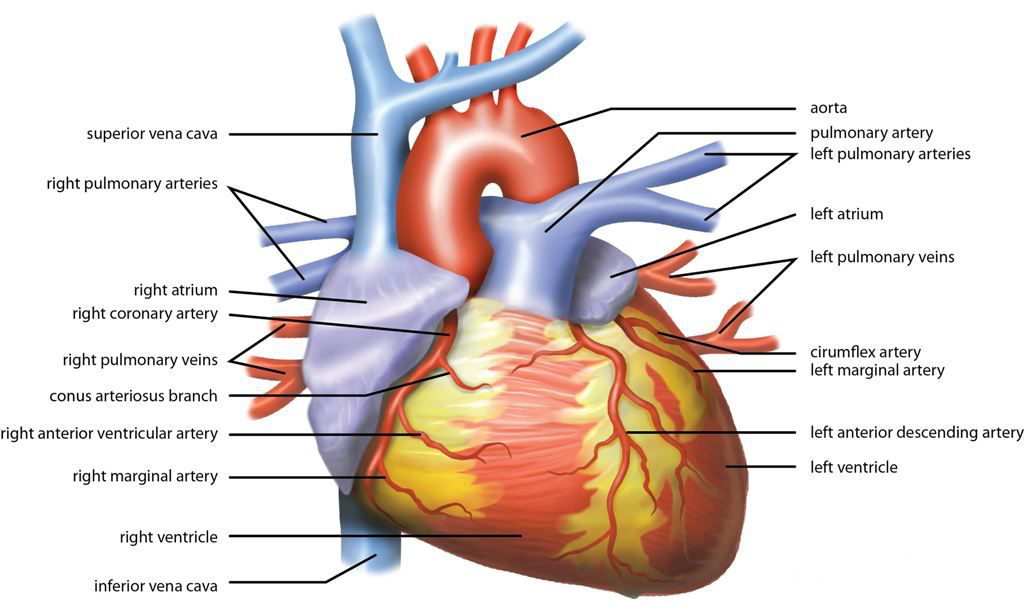
Anatomy of the Human Heart, made by Ties van Brussel

في حين أن العقدة الجيبية الأذينية (SA node) هي المسئولة عن نظم القلب في الظروف العادية، تُنَظَم سرعة القلب من قِبَل مدخلات من الجهاز العصبي الودي والجهاز العصبي اللاودي للعقدة الجيبية الأذينية. يوفر عصب التسريع مدخلات من الجهاز العصبي الودي إلى القلب عن طريق إفراز نورإبينفرين على خلايا العقدة الجيبية الأذينية، ويمد العصب الحائر المدخلات اللاودية للقلب عن طريق إفراز أستيل كولين على خلايا العقدة الجيبية الأذينية. ولذلك، فإن تحفيز عصب التسريع يزيد من معدل ضربات القلب، في حين أن تحفيز العصب الحائر يقلل من سرعة القلب.
ونظرًا لأن حجم الدم ثابت لدي الإنسان، تعتبر زيادة سرعة القلب واحدة من الطرق الفسيولوجية لتوصيل المزيد من الأكسجين إلى عضو ما؛ مما يسمح بتمرير الدم في العضو عدد مرات أكثر. تتراوح معدلات ضربات القلب الطبيعية بين 60-100 نبضة في الدقيقة. ويُعرف بطء القلب على أنه انخفاض معدل ضربات القلب إلى أقل من 60 نبضة في الدقيقة وقت الراحة. ومع ذلك، فإن تراوُح معدلات ضربات القلب بين 50 -60 نبضة في الدقيقة هو أمر شائع بين الأشخاص الأصحاء، ولا يتطلب بالضرورة اهتماما خاصا. بينما يُعرف تسرع القلب على أنه زيادة معدل ضربات القلب فوق 100 نبضة في الدقيقة وقت الراحة، على الرغم من أن استمرار معدلات نبضات القلب بين 80-100 نبضة في الدقيقة، وخاصة أثناء النوم، قد تكون علامات لفرط نشاط الغدة الدرقية أو فقر الدم (انظر أدناه).
- تُزيد منبهات الجهاز العصبي المركزي مثل بديل الأمفيتامينات سرعة القلب.
- تقلل العقاقير المسببة للإكتئاب ومهدئات الجهاز العصبي المركزي سرعة القلب (باستثناء بعض الأنواع الغريبة منها التي لها تأثيرات غريبة على حد سواء، مثل الكيتامين الذي يمكن أن يسبب - من بين أشياء أخرى كثيرة - تأثيرات تشبه المنشطات مثل تسرع القلب).

هناك العديد من الطرق التي تزيد أو تقلل من سرعة القلب. ينطوي معظمها على الإندورفين الشبيه بالمنشطات، والهرمونات التي تُفرز في الدماغ، وكثير منها يكون من خلال تناول الأدوية.
ويناقش هذا القسم معدلات ضربات القلب المرجوة للأشخاص الأصحاء، والتي تكون مرتفعة ارتفاعًا غير مناسب لمعظم الأشخاص الذين يعانون من مرض الشريان التاجي.

### مؤثرات من الجهاز العصبي المركزي

#### مراكز القلب والأوعية الدموية
تتولد سرعة القلب تولدًا إيقاعيًا منظمًا من العقدة الجيبية الأذينية. وتتأثر أيضًا بعوامل مركزية من خلال الأعصاب الودية واللاودية. يتركز التأثير العصبي على القلب في مركزَيّ القلب والأوعية الدموية المقترنين في النخاع المستطيل. وتحفز مناطق التسريع القلبي النشاط عن طريق التحفيز الودي لأعصاب التسريع القلبي، بينما تقلل مراكز تثبيط القلب نشاط القلب عن طريق التحفيز اللاودي كأحد عناصر العصب الحائر. أثناء الراحة، يمد كلا المركزين القلب بتحفيز طفيف، بالاشتراك مع توتر الجهاز العصبي المستقل فيما يُشبه مفهوم توتر العضلات الهيكلية. وعادة ما يكون تحفيز العصب الحائر هو السائد، حيث أن العقدة الجيبية الأذينية تبدأ النظم الجيبي بحوالي 100 نبضة في الدقيقة.
تتدفق كل من المحفزات الودية واللاودية من خلال الضفيرة القلبية المقترنة بالقرب من قاعدة القلب. ويرسل مركز تسريع القلب أيضًا ألياف إضافية تُشكل الأعصاب القلبية عن طريق العقد الودية (العقد العنقية بالإضافة إلى العقد الصدرية العليا T1-T4) إلى كل من العقدة الجيبية الأذينية والعقدة الأذينية البطينية، بالإضافة إلى ألياف إضافية إلى الأذينين والبطينين. ويُزَوَد البطينان بالألياف الودية أكثر من الألياف اللاودية. يسبب التحفيزاللاودي إفراز النورإبينفرين العصبي (المعروف أيضا باسم النورادرينالين) في الموصل العصبي العضلي للأعصاب القلبية، مما يُقصّر فترة إعادة الاستقطاب، وبالتالي تسريع معدل الاستقطاب والانقباض، والذي بدوره يؤدي إلى زيادة سرعة القلب. ويفتح قنوات كيميائية أو بوابات الصوديوم وقنوات أيون الكالسيوم، مما يسمح بتدفق الأيونات موجبة الشحنة.
ويرتبط النورإيبنفرين بمستقبل بيتا -1. وتستخدم أدوية ارتفاع ضغط الدم لإحصار هذه المستقبلات، وبالتالي تقليل معدل ضربات القلب.

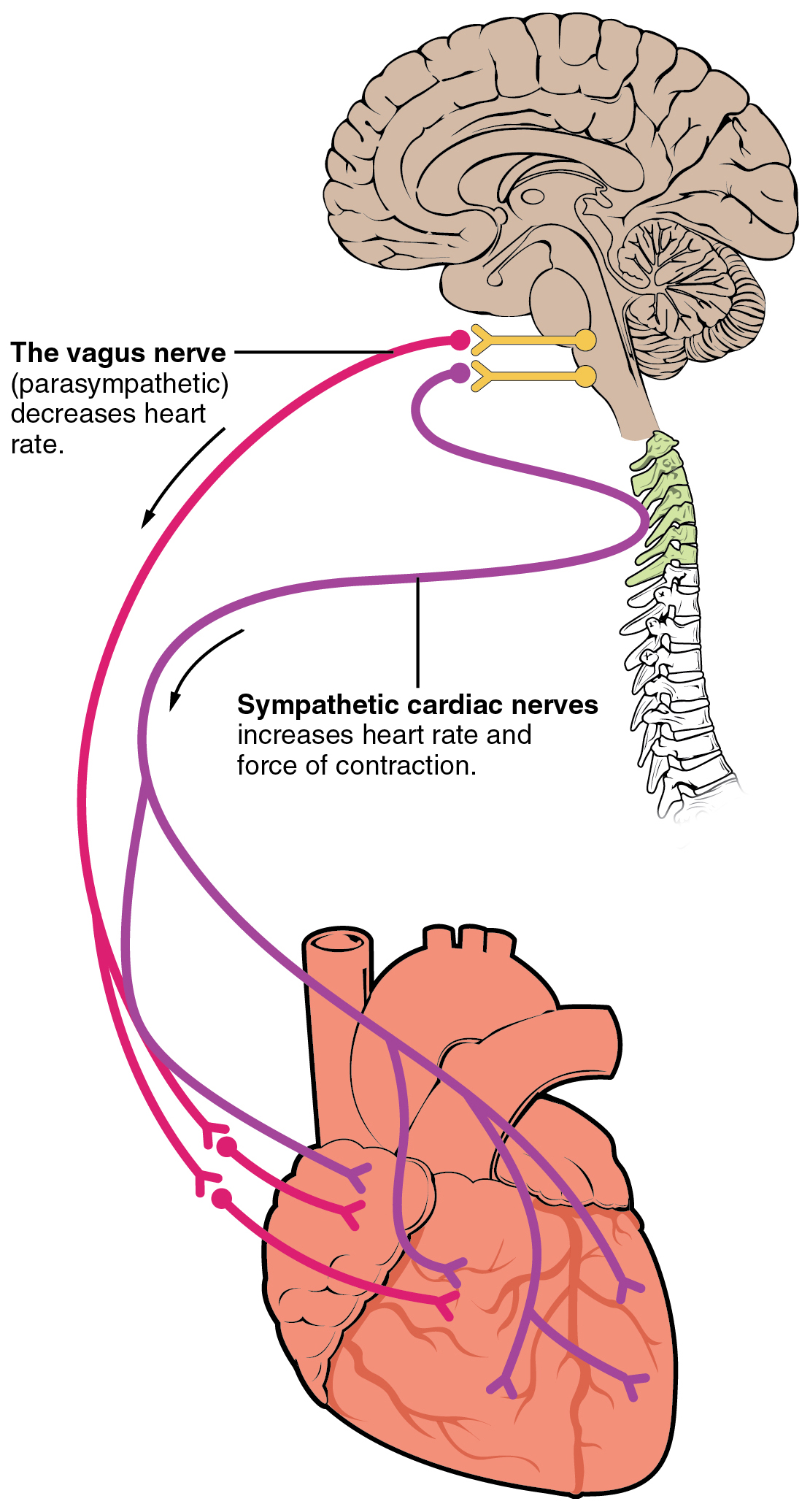
التغذيية الذاتية للقلب - مناطق تسريع وتثبيط القلب هي مكونات مراكز القلب المقترنة التي تقع في النخاع المستطيل من الدماغ. تعصب هذه المناطق القلب عن طريق الأعصاب القلبية الودية التي تزيد من نشاط القلب والعصب المبهم (اللاودي) الذي يبطئ نشاط القلب.

ينشأ التحفيز اللاودي من منطقة تثبيط القلب عن طريق نبضات تنتقل عبر العصب الحائر (العصب القحفي العاشر). يرسل العصب الحائر فروع إلى كل من العقدة الجيبية الأذينية والعقدة الأذينية البطينية، وأجزاء من كل من الأذينين والبطينين. يفرز التحفيز اللاودي أستيل كولين في الموصلات العصبية العضلية. ويبطيء الأستيل كولين سرعة القلب عن طريق فتح قنوات أيون البوتاسيوم الكيميائية أو البوابات المربوطة ببروتين لإبطاء معدل الاستقطاب العفوي، الذي يمد فترة الاستقطاب، ويزيد من الوقت قبل حدوث الاستقطاب العفوي التالي. في حالة عدم وجود أي تحفيز عصبي، تنشئ العقدة الجيبية الأذينية نظم قلبي حوالي 100 نبضة في الدقيقة. وبما أن معدلات ضربات القلب أثناء الراحة أقل بكثير من ذلك، يصبح من الواضح أن التحفيز اللاودي عادة يبطئ سرعة القلب. هذا مشابه لفرد يقود سيارة مع وضع قدم واحدة على دواسة الفرامل. وللتسريع، يحتاج الفرد فقط لإزالة قدمه من على الفرامل، والسماح للمحرك بزيادة السرعة. في حالة القلب، يقلل انخفاض التحفيز اللاودي من إفراز الأستيل كولين، مما يسمح بزيادة سرعة القلب إلى ما يقرب من 100 نبضة في الدقيقة. وتتطلب أي زيادات تتجاوز هذا المعدل تحفيز ودي.

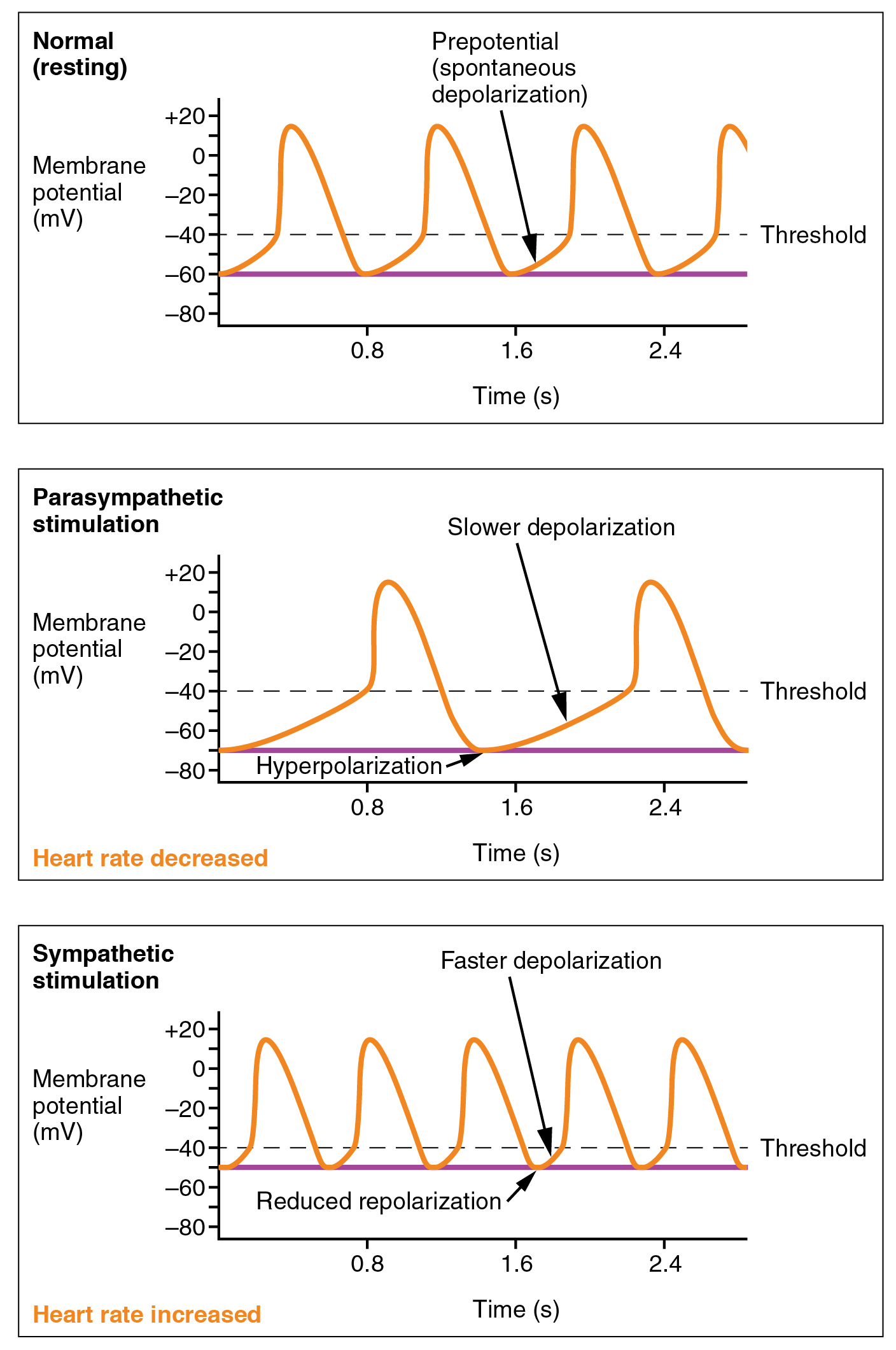
آثار التحفيز الودي واللاودي على عادي النظم الجيبي الطبيعي - تبين موجة الاستقطاب في في النظم الجيبي الطبيعي معدل ضربات قلب مستقر. بعد التحفيز اللاودي، تبطئ سرعة القلب. وبعد التحفيز الودي، تزيد سرعة القلب.

#### مدخلات المراكز القلبية الوعائية
تتلقى مراكز القلب والأوعية الدموية مدخلات من سلسلة من المستقبلات الحشوية مع إرسال النبضات خلال الألياف الحسية الحشوية داخل العصب الحائر والأعصاب الودية عن طريق الضفيرة القلبية. من بين هذه المستقبلات مستقبلات الحس العميق، ومستقبلات الضغط، والمستقبلات الكيميائية، بالإضافة إلى محفزات من الجهاز الحُوفِيّ التي يُمّكِن عادة من التنظيم الدقيق لوظيفة القلب عن طريق المنعكسات القلبية. يؤدي زيادة النشاط البدني إلى زيادة معدلات التحفيز من قِبل مستقبلات الحس العميق المختلفة الموجودة في العضلات، ومحفظة المفاصل، والأوتار. وتتحكم مراكز القلب والأوعية الدموية في هذه المعدلات المتزايدة للتحفيز عن طريق قمع التحفيز اللاودي أو زيادة التحفيز الودي حسب الحاجة من أجل زيادة تدفق الدم.
وبالمثل، مستقبلات الضغط هي مستقبلات التمدد التي تقع في جيب الأبهر، والجسيمات السباتية، والوريد الأجوف، وغيرها من الأماكن بما في ذلك الأوعية الرئوية والجانب الأيمن من القلب نفسه. تمثل معدلات الاستثارة لمستقبلات الضغط ضغط الدم، ومستوى النشاط البدني، والتوزيع النسبي للدم. وتتحكم المراكز القلبية في استثارة مستقبلات الضغط للحفاظ على توازن القلب، وهي آلية تسمى منعكس مستقبلات الضغط. مع زيادة الضغط والتمدد، يزيد معدل استثارة مستقبلات الضغط، وتعمل المراكز القلبية على تقليل التحفيز الودي، وزيادة التحفيز اللاودي. وكلما يقل الضغط والتمدد، يقل معدل تحفيز مستقبلات الضغط، تُزِيد المراكز القلبية من التحفيز الودي وتُقلل التحفيز اللاودي.
هناك منعكس مماثل، يُسمى المنعكس الأذيني أو منعكس بينبريدج، مرتبط بمعدلات متفاوتة من تدفق الدم إلى الأذينين. يؤدي زيادة العائد الوريدي إلى تمدد جدران الأذينين حيث تقع مستقبلات ضغط متخصصة. ومع ذلك، عند زيادة معدل استثارة مستقبلات الأذين معدل، وزيادة تمددها بسبب زيادة ضغط الدم، يستجيب المركز القلبي عن طريق زيادة التحفيز الودي، وتثبيط التحفيز اللاودي لزيادة سرعة القلب. والعكس صحيح أيضًا.
يُكشف عن زيادة المنتجات الأيضية المرتبطة بزيادة النشاط، مثل ثاني أكسيد الكربون، وأيونات الهيدروجين، وحمض اللاكتيك، بالإضافة إلى انخفاض مستويات الأكسجين عن طريق مجموعة من المستقبلات الكيميائية التي يغذيها العصب اللساني البلعومي والعصب الحائر. توفر هذه المستقبلات الكيميائية نتائج رجعية لمراكز القلب والأوعية الدموية حول الحاجة إلى زيادة أو نقصان تدفق الدم، استنادًا إلى المستويات النسبية لهذه المواد.
يمكن أن يؤثر الجهاز النطاقي أيضا كثيرًا على سرعة القلب المتعلقة بالحالة العاطفية. خلال فترات التوتر، فإنه ليس من غير المألوف ارتفاع معدل ضربات القلب عن الطبيعي، وغالبا ما يرافقه زيادة في هرمون التوتر (هرمون الكورتيزول). وقد تظهر نوبات هلع على الأفراد الذين يعانون من القلق الشديد مع أعراض تشبه تلك التي تحدث مع النوبات القلبية. وتكون هذه النوبات عادة عابرة وقابلة للعلاج. وقد تطورت تقنيات التأمل لتخفيف القلق، وقد تبين فاعليتها في تخفيض سرعة القلب. كما يمكن أيضًا أن يقلل القيام بتمارين التنفس العميق البطيء مع غلق العيون كثيرًا من هذا القلق وويقلل من سرعة القلب.

### العوامل التي تؤثر على سرعة القلب
العوامل التي تزيد من سرعة القلب وقوة الانقباض:
| العامل                | التأثير                                                                             |
| --------------------- | ----------------------------------------------------------------------------------- |
| أعصاب التسريع القلبية | إفراز النورإبنفرين                                                                  |
| مستقبلات الحس العميق  | زيادة معدلات الإثارة أثناء ممارسة الرياضة                                           |
| المستقبلات الكيميائية | انخفاض مستويات الأكسجين، وزيادة ثاني أكسيد الكربون وأيونات الهيدروجين وحمض اللاكتيك |
| مستقبلات الضغط        | انخفاض معدلات الإثارة تشير إلى انخفاض حجم/ضغط الدم                                  |
| الجهازالنطاقي         | توقع الجهد البدني أو العواطف القوية                                                 |
| الكاتيكولامينات       | زيادة الأدرينالين والنورأدرينالين                                                   |
| هرمونات الغدة الدرقية | زيادة الثيروكسين وثالث يود الثيرونين                                                |
| الكالسيوم             | زيادة الكالسيوم                                                                     |
| البوتاسيوم            | انخفاض البوتاسيوم                                                                   |
| الصوديوم              | انخفاض الصوديوم                                                                     |
| درجة حرارة الجسم      | زيادة درجة حرارة الجسم                                                              |
| النيكوتين والكافيين   | منبهات تزيد سرعة القلب                                                              |

العوامل التي تقلل سرعة القلب وقوة الانقباض:
| العامل                               | التأثير                                                                |
| ------------------------------------ | ---------------------------------------------------------------------- |
| أعصاب التثبيط القلبية (العصب الحائر) | إفراز الأستيل كولين                                                    |
| مستقبلات الحس العميق                 | انخفاض معدلات الإثارة بعد ممارسة الرياضة                               |
| المستقبلات الكيميائية                | ارتفاع مستويات الأكسجين، وانخفاض ثاني أكسيد الكربون وأيونات الهيدروجين |
| مستقبلات الضغط                       | ارتفاع معدلات الإثارة تشير إلى ارتفاع حجم/ضغط الدم                     |
| الجهازالنطاقي                        | توقع الاسترخاء                                                         |
| الكاتيكولامينات                      | انخفاض الأدرينالين والنورأدرينالين                                     |
| هرمونات الغدة الدرقية                | انخفاض الثيروكسين وثالث يود الثيرونين                                  |
| الكالسيوم                            | انخفاض الكالسيوم                                                       |
| البوتاسيوم                           | ارتفاع البوتاسيوم                                                      |
| الصوديوم                             | انخفاض الصوديوم                                                        |
| درجة حرارة الجسم                     | انخفاض درجة حرارة الجسم                                                |

باستخدام مزيج من النظم الذاتي والتعصيب، تكون المراكز القلبية الوعائية قادرة على توفير التحكم الدقيق نسبيًا لمعدل ضربات القلب، ولكن هناك عوامل أخرى يمكن أن تؤثر على ذلك تشمل الهرمونات، وخاصة الأدرينالين، والنورأدرينالين، وهرمونات الغدة الدرقية، ومستويات من أيونات مختلفة بما في ذلك الكالسيوم والبوتاسيوم والصوديوم، ودرجة حرارة الجسم، ونقص الأكسجين، وتوازن الرقم الهيدروجيني.

#### الأدرينالين والنورأدرينالين
إن الكاتيكولامينات، مثل الإدرينالين والنورأدرينالين التي يُفرِزها النخاع الكظري تعتبر واحدة من عناصر آلية المحاربة أو الفرار الموسعة. والعنصر الآخر هو إثارة الجهاز العصبي الودي. للأدرينالين (الإيبينفرين) والنورأدرينالين (نورإيبينفرين) آثار متشابهة، مثل الارتباط مع المستقبلات الأدرينالية بيتا - 1، وفتح قنوات أيونات الصوديوم والكالسيوم الكيميائية. ويُزاد معدل الاستقطاب من خلال هذا التدفق الإضافي من الأيونات المشحونة إيجابيا، لذلك يُصَل إلى العتبة أسرع، وتُقصر مدة إعادة الاستقطاب. ومع ذلك، فإن إطلاق هذا الكم الهائل من تلك الهرمونات إلى جانب التحفيز الودي قد يؤدي في الواقع إلى عدم انتظام ضربات القلب. بالإضافة إلى أنه لا يوجد تحفيز لاودي للنخاع الكظري.

#### هرمونات الغدة الدرقية
يسبب زيادة مستويات عمومًا هرمونات الغدة الدرقية (الثيروكسين (T4) وثالث يود الثيرونين (T3)) زيادة معدل ضربات القلب. ويمكن أن تؤدي المستويات المفرطة منها إلى تسرع القلب. وعادة ما يكون مدة تأثير هرمونات الغدة الدرقية أطول بكثير من تلك التي يسببها الكاتيكولامينات. وقد تبين أن الشكل الفعال فسيولوجيًا لثالث يود الثيرونين تدخل مباشرة في خلايا عضلات القلب وتغير النشاط على مستوى الجينوم. كما أنها تؤثر على الاستجابة الأدرينالية بيتا كما يحدث مع الإدرينالين والنورأدرينالين.

#### الكالسيوم
تؤثر مستويات أيون الكالسيوم كثيرًا على سرعة القلب وانقباضه، حيث تسبب زيادة مستويات الكالسيوم زيادة في كليهما. وتؤدي المستويات العالية من أيونات الكالسيوم إلى فرط كالسيوم الدم، ويمكن أن تؤدي المستويات المفرطة إلى حدوث السكتة القلبية. وتبطيء الأدوية المعروفة باسم محصرات قنوات الكالسيوم من سرعة القلب من خلال الارتباط مع هذه القنوات ومنع أو إبطاء حركة أيونات الكالسيوم للداخل.

#### الكافيين والنيكوتين
الكافيين والنيكوتين كلاهما منبهان للجهاز العصبي ومراكز القلب مما يسبب زيادة في معدل ضربات القلب. حيث يعمل الكافيين عن طريق زيادة معدلات الاستقطاب في العقدة الأذينية البطينية، في حين يحفز النيكوتين نشاط الخلايا العصبية الودية التي توصل النبضات للقلب. كلا المنبهَين قانونيان ولم يوضع نظام لاستخدامهم، وقد يسببا الإدمان.

#### عوامل تقلل سرعة القلب
يمكن إبطاء سرعة القلب عن طريق تغيير مستويات الصوديوم والبوتاسيوم، ونقص الأكسجين، والحماض، والقلاء، وانخفاض حرارة الجسم. العلاقة بين الكهارل وسرعة القلب معقدة، ولكن الحفاظ على توازن الكهارل أمر بالغ الأهمية للحصول على موجة طبيعية من الاستقطاب. وللبوتاسيوم أهمية سريرية أكبر من الصوديوم. في البداية، قد يؤدي كل من نقص صوديوم الدم وفرط صوديوم الدم إلى تسرع القلب. وقد يؤدي الارتفاع الشديد في مستوى الصوديوم إلى الرجفان. كما يؤدي نقص صوديوم الدم الشديد إلى بطء القلب وغيرها من اضطرابات نظم القلب الأخرى. كما يؤدي نقص بوتاسيوم الدم أيضا إلى عدم انتظام ضربات القلب، في حين أن فرط بوتاسيوم الدم يسبب جعل عضلة القلب ضعيفة ورخوة، مما يؤدي إلى فشل القلب في نهاية المطاف.
تعتمد عضلة القلب على الأيض الهوائي لإنتاج الطاقة. لذا يؤدي نقص الأكسجة (نقص إمدادات الأكسجين) إلى انخفاض سرعة القلب، بسبب تقييد التفاعلات الأيضية التي تغذي انقباض القلب.
الحماض هو الحالة التي تكون فيها أيونات الهيدروجين موجودة بكثرة، ويكون الرقم الهيدروجيني لدم المريض منخفض. بينما القلاء هو الحالة التي يوجد فيها عدد قليل جدا من أيونات الهيدروجين، ودم المريض لديه رقم هيدروجيني مرتفع. يتراوح الرقم الهيدروجيني الطبيعي للدم في نطاق 7.35-7.45، وبالتالي فإن العدد الذي يكون أقل من ذلك النطاق يمثل الحماض والعدد الأكبر يمثل القلاء. الإنزيمات، كونها المنظمات أو المحفزات لجميع التفاعلات الكيميائية الحيوية تقريبا - حساسة لدرجة الحموضة وسوف تغير شكلها قليلا عندما تكون القيم خارج نطاقها الطبيعي. وتقلل هذه الاختلافات في الرقم الهيدروجيني وما يصاحبها من تغيرات فيزيائية طفيفة في الموقع النشط على الإنزيم من معدل تكوين مركب الركيزة مع الانزيم، ومن ثَم انخفاض معدل العديد من التفاعلات الانزيمية، والتي يمكن أن يكون لها آثار معقدة على سرعة القلب. وسوف تؤدي التغيرات الحادة في درجة الحموضة إلى تمسخ الإنزيم.
المتغير الأخير هو درجة حرارة الجسم. يُسمى ارتفاع درجة حرارة الجسم فرط الحرارة (hyperthermia)، وقمع درجة حرارة الجسم يسمى انخفاض الحرارة (hypothermia). يؤدي فرط الحرارة الطفيف إلى زيادة سرعة القلب وقوة الانقباض. بينما يبطيء انخفاض حرارة الجسم معدل وقوة انقباضات القلب. هذا التباطؤ المميز للقلب هو عنصر من أكبر منعكس للغوص الذي يحول الدم إلى الأعضاء الأساسية أثناء الغوص. إذا جرى تبريد القلب بما فيه الكفاية، فإن القلب يتوقف عن الدق، وهي تقنية يمكن استخدامها أثناء جراحة القلب المفتوح. وفي هذه الحالة، يُحول دم المريض عادة إلى جهاز القلب والرئة الاصطناعية للحفاظ على إمدادات الدم في الجسم وتبادل الغاز حتى اكتمال الجراحة، ويمكن استعادة النظم الجيبي. يؤدي كل من فرط الحرارة وانخفاض حرارة الجسم إلى الوفاة، حيث تدفع الإنزيمات أنظمة الجسم إلى التوقف عن العمل الطبيعي، بدءا من الجهاز العصبي المركزي.

## في الظروف المختلفة

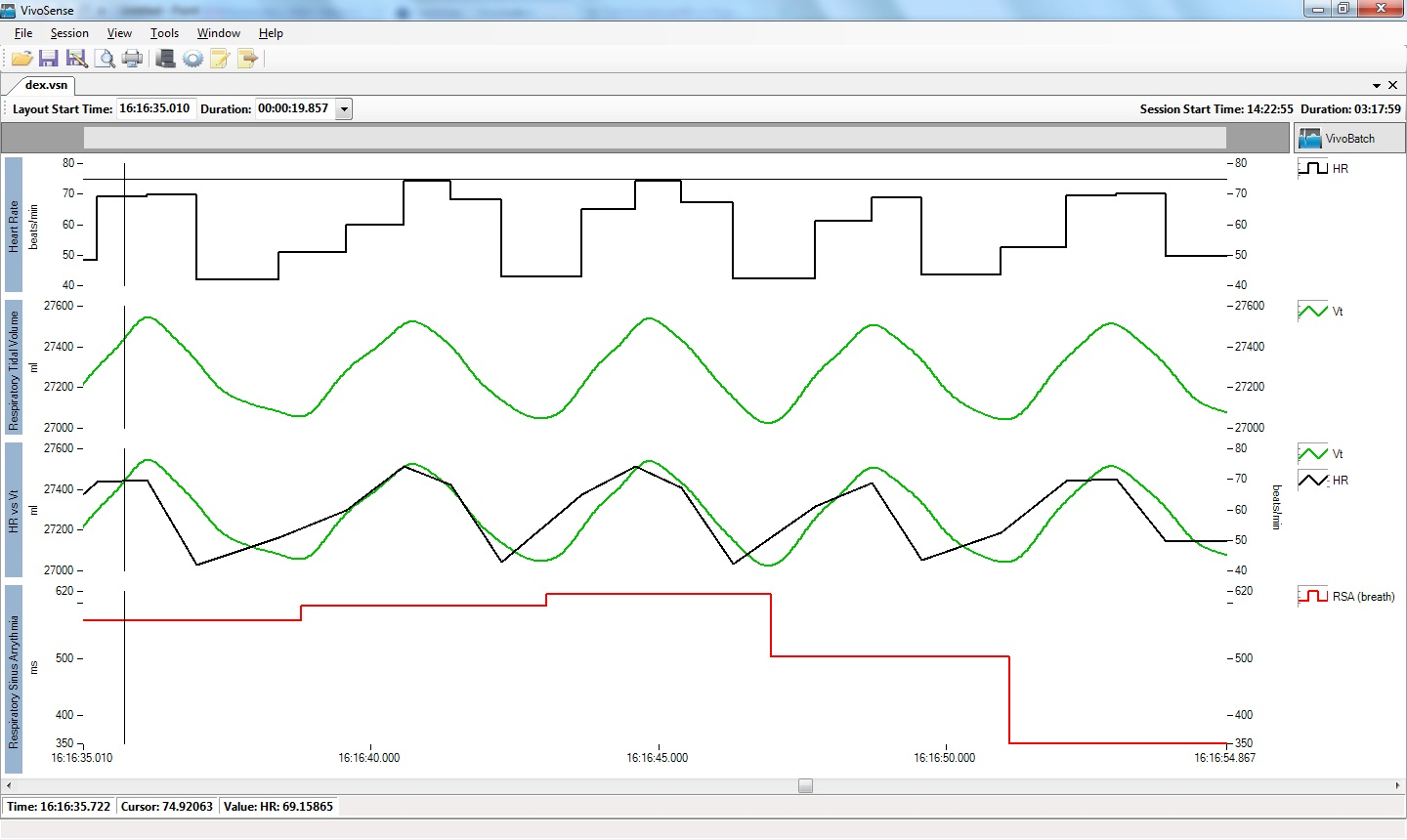
رسم معدل ضربات القلب (أعلى خط) والحجم المدي (حجم الرئة،ثاني خط) على نفس الرسم البياني، تبين كيف يزيد معدل ضربات القلب مع االشهيق وينخفض مع الزفير.

سرعة القلب ليست قيمة مستقرة، ولكنها تزيد أو تنقص استجابة لحاجة الجسم؛ للحفاظ على التوازن (معدل الأيض الأساسي) بين متطلبات وتوصيل الأكسجين والمواد المغذية. ويتأثر معدل إثارة العقدة الجيبية الأذينية الطبيعي بنشاط الجهاز العصبي الذاتي: حيث يزيد التحفيز الودي، ويقلل التحفيز اللاودي من معدل الاستثارة. وهناك العديد من المقاييس المختلفة التي تُستخدم لوصف سرعة القلب.

### سرعة القلب وقت الراحة
ويُعرف معدل ضربات القلب القاعدي أو وقت الراحة بأنه معدل ضربات القلب عندما يكون الشخص مستيقظًا، في بيئة معتدلة الحرارة، ولم يخضع لأي جهد أو استثارة حديثة، مثل التوتر أو المفاجأة. وتشير معظم النصوص إلى أن معدل ضربات القلب النموذجي وقت الراحة في البالغين هو 60-100 نبضة في الدقيقة. وهناك مجموعة كبيرة من الأدلة تشير إلى أن المعدل الطبيعي في الواقع هو 50-90 نبضة في الدقيقة. على سبيل المثال، تزداد معدل الوفيات لجميع الأسباب بنسبة 1.22 عندما يتجاوز معدل ضربات القلب 90 نبضة في الدقيقة. فقد ارتفع معدل وفيات المرضى الذين يعانون من احتشاء عضلة القلب من 15٪ إلى 41٪ إذا كانت سرعة القلب وقت الاحتجاز في المستشفى أكثر من 90 نبضة في الدقيقة الواحدة. وكشف تخطيط القلب الكهربائي لـ 46,129 من الأفراد المعرضين لخطر الإصابة بأمراض القلب والأوعية الدموية أن 96٪ لديهم معدل ضربات القلب تتراوح بين 48-98 نبضة في الدقيقة الواحدة. وأخيرا، يكشف إجماع الخبراء أن 98٪ من أطباء القلب يعتقدون أن نطاق "60 -100" مرتفع جدا، ويتفق أغلبية كبيرة منهم على أن 50 - 90 نبضة في الدقيقة هو أكثر ملاءمة. ويعتمد معدل ضربات القلب الطبيعي وقت الراحة على معدل استثارة العقدة الجيبية الأذينية في القلب، حيث توجد خلايا تنظيم ضربات القلب السريعة التي تنقل النظم الذاتي. وبالنسبة للرياضيين، فإنه ليس من غير المألوف أن يكون معدل ضربات القلب وقت الراحة بين 33 و 50 نبضة في الدقيقة.

### سرعة القلب المرجوة
بالنسبة للأشخاص الأصحاء، فإن معدل ضربات القلب المستهدف هو المعدل المطلوب التوصل إليه أثناء التمارين الرياضية الذي يمّكِن القلب والرئتين من الحصول على أقصى استفادة من التمرين. ويختلف هذا النطاق النظري باختلاف العمر؛ ومع ذلك، تستخدم الحالة البدنية للشخص، والجنس، والتدريب السابق أيضا في الحساب. وفيما يلي طريقتان لحساب سرعة القلب المستهدفة للفرد. في كل من هذه الطرق، هناك عنصر يسمى «القوة» الذي يُعبر عنه بنسبة مئوية. يمكن حساب سرعة القلب كنطاق من 65-85٪ في القوة. ومع ذلك، فمن الأهمية بمكان استخلاص أقصى معدل لضربات القلب بدقة لضمان أن تكون هذه الحسابات ذات مغزى.
على سبيل المثال: شخص أقصى معدل لضربات قلبة 180 (عمره 40 عام، بحساب أقصى معدل لضربات القلب عن طريق 220 - العمر):
65٪ من القوة: (220 - (العمر = 40)) × 0.65 ← 117 نبضة في الدقيقة
85٪ من القوة: (220 - (العمر = 40)) × 0.85 ← 153 نبضة في الدقيقة

#### طريقة كارفونين
العوامل التي تتوقف عليها طريقة كارفونين لحساب معدل ضربات القلب المستهدف، وذلك باستخدام نطاق من القوة يتراوح من 50-85٪:
THR = ((HRmax − HRrest) × % intensity) + HRrest
- حيث THR= معدل ضربات القلب المستهدف
- HRmax= أقصى معدل لضربات القلب
- HRrest= معدل ضربات القلب وقت الراحة
- intensity= القوة

مثال لشخص HRmax= 180، HRrest= 70
50% من القوة: ((180 - 70) × 0.50) + 70 = 125 نبضة في الدقيقة
85% من القوة: ((180 - 70) × 0.85) + 70 = 163 نبضة في الدقيقة

#### طريقة زولادز
طريقة زولادز هي بديل لطريقة كارفونين، وتستخلص مناطق الممارسة بطرح قيم من أقصى معدل لضربات القلب:
THR = HRmax − Adjuster ± 5 bpm
- حيث THR= معدل ضربات القلب المستهدف
- HRmax= أقصى معدل لضربات القلب
- Adjuster: الضابط

منطقة الضابط1 = 50 نبضة في الدقيقة
منطقة الضابط 2= 40 نبضة في الدقيقة
منطقة الضابط 3= 30 نبضة في الدقيقة
منطقة الضابط 4= 20 نبضة في الدقيقة
منطقة الضابط 5 = 10 نبضات في الدقيقة
على سبيل المثال: شخص HRmax= 180:
المنطقة 1 (تمارين سهلة): 180 - 50 ± 5 ← 125 - 135 نبضة في الدقيقة
المنطقة 4 (تمارين صعبة): 180 - 20 ± 5 ← 155 - 165 نبضة في الدقيقة

### الحد الأقصى لمعدل ضربات القلب
الحد الأقصى لمعدل ضربات القلب (HRmax) هو أعلى معدل لضربات القلب يمكن للفرد تحقيقه دون مشاكل حادة خلال إجهاد التمرين، وينخفض عمومًا مع التقدم في السن. ولأن الحد الأقصى لمعدل ضربات القلب يختلف حسب الفرد، فإن الطريقة الأكثر دقة لقياس HRmax لأي شخص هو عن طريق اختبار الضغط القلبي. في هذا الاختبار، يخضع الشخص للإجهاد الفسيولوجي الخاضع للرقابة (بواسطة جهاز المشي) مع مراقبته من قِبَل جهاز تخطيط القلب. وتزاد كثافة التمرين دوريا حتى يُكشف عن بعض التغييرات في وظيفة القلب على شاشة تخطيط القلب، وعند هذه النقطة يُوقف التمرين. وتتراوح المدة النموذجية للاختبار من عشر إلى عشرين دقيقة.
وكثيرا ما يُنصح الكبار الذين يبدأون نظام تمارين جديدة بإجراء هذا الاختبار فقط في وجود الطاقم الطبي، وذلك بسبب المخاطر المرتبطة بارتفاع معدلات ضربات القلب. وغالبا ما تستخدم معادلة لتقدير معدل ضربات القلب الأقصى للشخص للأغراض العامة. ومع ذلك، فقد انتُقدت هذه الصيغ التنبؤية بأنها غير دقيقة لأنها عممت متوسطات السكان، وعادة ما تركز على عمر الشخص. ومن الثابت أن هناك «علاقة ضعيفة بين معدل ضربات القلب القصوى والعمر»، مع وجود انحرافات معيارية كبيرة بالنسبة لمعدلات ضربات القلب المتوقعة.

توفر المعادلات المختلفة أرقام مختلفة قليلا لمعدلات القلب القصوى حسب العمر.

تستخدم عدد من المعادلات لتقدير HRmax.

#### تأثير التوتر
يُحفز كل من المفاجأة والتوتر استجابة فسيولوجية للجسم في صورة رفع معدل ضربات القلب كثيرًا. وفي دراسة أجريت على 8 من الممثلين من الطلاب والطالبات الذين تتراوح أعمارهم بين 18 و 25، مع ملاحظة رد فعلهم على حدث مفاجئ (سبب التوتر) خلال القيام بمسرحية من حيث معدل ضربات القلب. وقد وُجِد في البيانات التي جُمعت أنه كان هناك توجه ملحوظ بين مواقع الممثلين (على خشبة المسرح وفي الكواليس) وارتفاع معدلات ضربات قلوبهم نتيجة للتوتر، حيث تكون استجابة الممثلين الموجودين في الكواليس للضغط في الحال، والدليل على ذلك هو الارتفاع الفوري لمعدل ضربات القلب في اللحظة التي وقع فيها الحدث غير المتوقع، لكن الممثلين الموجودين على خشبة المسرح وقت وقوع الحدث المفاجئ تفاعلوا بعد مرور 5 دقائق (يتضح ذلك من خلال ارتفاع معدل ضربات القلب على نحو متزايد). ويُدعَم هذا الاتجاه فيما يتعلق بالضغط ومعدل ضربات القلب من قِبَل دراسات سابقة. حيث يكون للمشاعر السلبية تأثير مُطَوّل على معدل ضربات القلب لدى الأفراد الذين تأثروا مباشرة. بينما في ما يتعلق بالشخصيات الموجودة على خشبة المسرح، فقد ارتبط بطء الاستجابة للحدث بالدفاع السلبي غيرالفعّال، مع توقع أن يكون انخفاض استجابة معدل ضربات القلب الأولية له ميل أكبر إلى الانفصال. وعلاوة على ذلك، يجب ملاحظة أن معدل ضربات القلب هو مقياس دقيق للتوتر والاستجابة الهائلة التي يمكن ملاحظتها بسهولة لتحديد آثار بعض الضغوطات.

#### نيس وآخرون
واستنادا إلى قياسات 3320 من الرجال والنساء الأصحاء الذين تتراوح أعمارهم بين 19 و 89 عاما، بما في ذلك التعديل المحتمل لتأثير نوع الجنس، وتكوين الجسم، والنشاط البدني، وجد نيس وآخرون أن
- أقصى معدل لضربات القلب= 211 − (0.64 × السن)

وقد ُوجِد أن هذه العلاقة أُقيمت بغض النظر عن نوع الجنس، أو النشاط البدني، أو الحد الأقصى لامتصاص الأكسجين، أو التدخين، أو مؤشر كتلة الجسم. ومع ذلك، يجب الوضع في الاعتبار وجود خطأ قياسي في التقدير 10.8 نبضة / دقيقة عند تطبيق الصيغة على الإعدادات السريرية، وخَلُصَ الباحثون إلى أن القياس الفعلي عن طريق الاختبار الأقصى قد يكون مُفضَل كلما كان ذلك ممكنا.

#### تاناكا ومونهان وسيلز
من تاناكا، ومونهان، وسيلز (2001):
- أقصى معدل لضربات القلب= 208 - (0.7 × السن)[23]

وقد خَلُصَ تحليلها التلوي (من 351 دراسة سابقة شملت 492 مجموعة و 18,712 موضوعا)، والدراسة المختبرية (على 514 من الأشخاص الأصحاء) إلى أنه، باستخدام هذه المعادلة، يرتبط HRmax ارتباطا قويا جدا بالسن (r = -0.90). وكانت معادلة الانحدار التي حُصل عليها في الدراسة المعملية (209 - 0.7 x العمر) مماثلة تقريبا لتلك الناتجة من التحليل التلوي. وأظهرت النتائج أن HRmax لايعتمد على الجنس ولا الاختلافات الواسعة في مستويات النشاط البدني المعتاد. كما وجدت هذه الدراسة انحرافا معياريا بمقدار 10 نبضات في الدقيقة لكل فرد في أي عمر، بمعنى أن صيغة HRmax المعطاة لديها دقة بمقدار ± 20 نبضة في الدقيقة.
وفي عام 2007، قام باحثون في جامعة أوكلاند بتحليل أقصى معدلات ضربات القلب ل 132 شخص سُجلوا سنويا لأكثر من 25 عاما، وأنتجوا معادلة خطية مشابهة جدا لصيغة تاناكا، أقصى معدل لضربات القلب= 206.9 - (0.67 × السن)، ومعادلة غير خطية، أقصى معدل لضربات القلب= 191.5 - (0.007 × السن2). وكان للمعادلة الخطية فاصل قدره ± 5-8 نبضة في الدقيقة، بينما كان للمعادلة غير الخطية فاصل ذات نطاق أضيق من ± 2-5 نبضة في الدقيقة. كما صيغت معادلة غير خطية ثالثة: أقصى معدل لضربات القلب= 163 + (1.16 × السن) - (0.018 × السن2).

#### هاسكل وفوكس

صيغة فوكس وهاكسل.

وعلى الرغم من بحوث تاناكا ومونهان وسيلز، فإن الصيغة الأكثر استشهادا على نطاق واسع لHRmax . (والتي لا تحتوي على إشارة إلى أي انحراف معياري) ما زالت:
أقصى معدل لضربات القلب= 220 - العمر
على الرغم من إرجاعها إلى مصادر مختلفة، يعتقد إلى أنها وُضِعَت في عام 1970 من قِبَل دكتور ويليام هاسكل ودكتور صمويل فوكس. ويكشف التحقيق في تاريخ هذه الصيغة أنه لم تطور من البحوث الأصلية، ولكنها نتجت عن الملاحظة استنادا إلى بيانات من حوالي 11 مرجع تتكون من البحوث المنشورة أو مجموعات علمية غير منشورة. وقد اكتسبت استخدام واسع النطاق من كونها استُخدِمَت من قِبَل مخطط كهربية القلب في مراقب معدل ضربات القلب الخاص به.
في حين أن هذه الصيغة هي الأكثر شيوعا (وهي سهلة للتذكر والحساب)، إلا أنها لا توضع في الاعتبار من قِبَل متخصصي الصحة واللياقة البدنية من ذوي الثقة لتكون مؤشرا جيدا لHRmax. وعلى الرغم من انتشار هذه الصيغة على نطاق واسع، فإن الأبحاث التي تمتد على مدى عقدين تكشف عن خطئها المتأصل الكبير، Sxy = 7-11 نبضة في الدقيقة. وبالتالي، فإن التقدير الذي يحسب من أقصى معدل لضربات القلب = 220 - العمر ليس لديه الدقة ولا الميزة العلمية لاستخدامها في فسيولوجيا التمارين الرياضية والمجالات ذات الصلة.

#### روبرغز ولاندور
وخَلُصَت دراسة أُجريت عام 2002 لـ 43 صيغة مختلفة لـ HRmax (بما في ذلك صيغة هاسكل وفوكس - انظر أعلاه) نُشِرَت في مجلة خاصة بسيكولوجية التمارين الرياضية إلى أنه:
1. لا صيغة «مقبولة» في الوقت الراهن (وقد استخدموا مصطلح «مقبول» ليعني مقبول بالنسبة لكل من التنبؤ بحجم الأكسجين المُستَهلَك، ووصف نطاقات معدل ضربات القلب خلال تدريبات التمارين الرياضية).
2. وكانت الصيغة الأقل اعتراضا هي:

أقصى معدل لضربات القلب = 205.8 - (0.685× العمر)
وكان لهذه الصيغة انحراف معياري، على الرغم من أنه كبير (6.4 نبضة في الدقيقة)، إلا أنها اُعُتُبِرَت مقبولة لوصف نطاقات معدل ضربات القلب لتدريبات التمارين الرياضية.

#### غولاتي (للنساء)
اقترحت الأبحاث التي أجرتها مارثا غولاتي وآخرون في جامعة الشمال الغربي في عام 2010 صيغة للحد الأقصى لمعدل ضربات القلب للنساء:
الحد الأقصى لمعدل ضربات القلب= 206 - (0.88 × العمر)

#### غيليش
تُعطي دراسة أُجريت عام 2008 في لوند- السويد قيم مرجعية (حُصل عليها أثناء قياس دَينَمِيَّة الدراجة الهوائية) للرجال:
الحد الأقصى لمعدل ضربات القلب = 203.7 / (1 + exp (0.033 × (العمر - 104.3)))
وبالنسبة للنساء:
الحد الأقصى لمعدل ضربات القلب = 190.2 / (1 + exp (0.0453 × (العمر - 107.5)))

#### الصيغ الأخرى
- الحد الأقصى لمعدل ضربات القلب = 206.3 - (0.711 × العمر)

(ترجع غالبا إلى «لونديري وموكبيرجر من جامعة ميسوري»)
- الحد الأقصى لمعدل ضربات القلب = 217 - (0.85 × العمر)

(ترجع غالبا إلى «ميلر وآخرين من جامعة إنديانا»)

#### قيود
تختلف معدلات القلب القصوى اختلافا كبيرا بين الأفراد. وحتى داخل فريق رياضي واحد من النخبة، مثل السباحين الأوليمبيين في العشرينات من عمرهم، الذين أبلغ عن أن أقصى معدلات ضربات القلب لهم تتراوح بين 160 و 220. ويعادل هذا الاختلاف فجوة عمرية تساوي 60 أو 90 سنة في المعادلات الخطية أعلاه، ويبدو أنها تشير إلى التباين الشديد حول هذه الأرقام المتوسطة.
ومن الواضح أن النطاق واسع للغاية، ويقول البعض: «معدل ضربات القلب هو على الأرجح المتغير الأقل أهمية للمقارنة بين الرياضيين».

### احتياطي معدل ضربات القلب
احتياطي معدل ضربات القلب (HRreserve) هو الفرق بين الحد الأقصى لمعدل ضربات القلب (بقياسه أو توقعه) لشخص ومعدل ضربات القلب وقت الراحة. تقيس بعض أساليب قياس شدة التمرين نسبة احتياطي معدل ضربات القلب. بالإضافة إلى ذلك، كلما زاد الفرد من المحافظة على صحة القلب والأوعية الدموية، كلما قل معدل ضربات القلب وقت الراحة، وزاد احتياطي معدل ضربات القلب. وتعادل النسبة المئوية لاحتياطي معدل ضربات القلب النسبة المئوية لاحتياطي حجم الأكسجين.
HRreserve = HRmax − HRrest
حيث :
- HRreserve هو احتياطي معدل ضربات القلب،
- HRmax هو الحد الأقصي لضربات القلب،
- HRrest هو معدل ضربات القلب وقت الراحة

وغالبا ما تستخدم هذه المعادلة لقياس شدة التمرين (استخدمها كارفونين لأول مرة في عام 1957).
وقد شُكك في نتائج دراسة كارفونين، وذلك بسبب ما يلي:
- لم تستخدم الدراسة بيانات حجم الأكسجين لتطوير المعادلة.
- استخدم ستة اشخاص فقط، ولم يكن الارتباط بين نسب احتياطي معدل ضربات القلب والحد الأقصى لحجم الأكسجين ذو دلالة إحصائية.[32]

### انتعاش معدل ضربات القلب
انتعاش معدل ضربات القلب (HRrecovery) هو الانخفاض في معدل ضربات القلب عند ذروة التمرين، وقيس المعدل بعد فترة هدوء لمدة محددة. ويرتبط الانخفاض الأكبر في معدل ضربات القلب بعد التمرين خلال الفترة المرجعية مع المستوى العالي من الصحة القلبية.
ترتبط سرعة القلب التي لا تنخفض بأكثر من 12 نبضة في الدقيقة بعد التوقف عن التمرين بدقيقة واحدة بزيادة خطر الموت. ووجد الباحثون في دراسة انتشار عيادات أبحاث الدهون، التي شملت 5000 شخص، أن معدل الوفيات في المرضى الذين لديهم (HRrecovery) غير طبيعي (الذي يعرف بأنه انخفاض إلى 42 نبضة أو أقل في الدقيقة في دقيقتين بعد التمرين) 2.5 مرة أكبر من المرضى الذين لديهم (HRrecovery) طبيعي. ووجدت دراسة أخرى أُجريت من قِبَل نيشيمي وآخرين تضم 9,454 مريض جرت متابعتهم مدة بمتوسط 5.2 سنة زيادة في الوفيات بمعدل أربعة أضعاف في الأشخاص الذين لديهم (HRrecovery) غير طبيعي (انخفاض بمقدار ≤12 نبضة في الدقيقة بعد دقيقة واحدة من وقف ممارسة الرياضة). كما درس شيتلر وآخرون 2,193 مريضا لمدة ثلاثة عشر عاما ووجدوا أن (HRrecovery) بمقدار ≤22 نبضة في الدقيقة بعد دقيقتين «أفضل تعريف للمرضى مرتفعي المخاطر». ووجد الباحثون أيضا أنه في حين أن (HRrecovery) كان له دورا مهما في توقع سير المرض إلا أنه لم يكن له قيمة في التشخيص.

### التطور

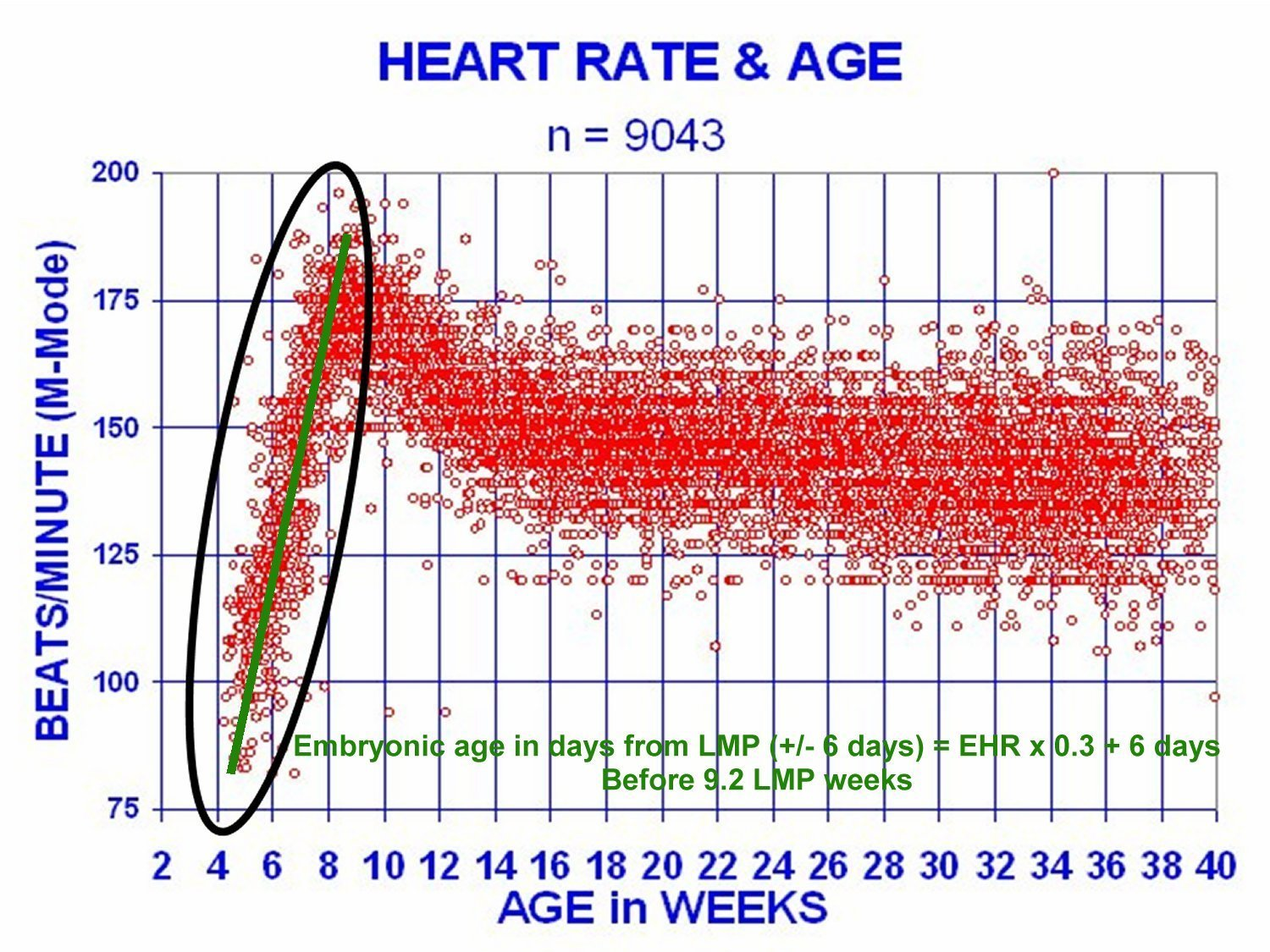
في اليوم الـ21 بعد الحمل، يبدأ القلب البشري النبض بمعدل 70 إلى 80 نبضة في الدقيقة ويسرع خطيا خلال الشهر الأول من النبض..

يدق القلب البشري أكثر من 3.5 مليار مرة في متوسط العمر.
تبدأ ضربات قلب الجنين البشري بعد حوالي 21 يوما من الحمل، أو بعد خمسة أسابيع من آخر فترة طمث طبيعية، وهو التاريخ الذي يُستخدم عادة لتحديد تاريخ بداية للحمل في الطب. وينشأ إزالة الاستقطاب الكهربائي الذي يحفز انقباض الخلايا العضلية للقلب عفويًا داخل الخلية العضلية نفسها. يبدأ نبض القلب في مناطق تنظيم ضربات القلب وينتشر إلى بقية القلب من خلال مسار التوصيل. وتتطور خلايا منظم ضربات القلب في الأذين البدائي والجيب الوريدي لتشكيل العقدة الجيبية الأذينية والعقدة الأذينية البطينية على التوالي. وتُطوِر الخلايا الموصِلة حزمة هيس وتحمل إزالة الاستقطاب في جزء القلب السفلي.
يبدأ القلب البشري في النبض بمعدل قريب من الأم، حوالي 75-80 نبضة في الدقيقة. ثم يسرع معدل ضربات القلب الجنينية خطيا للشهر الأول من النبض، بالغًا ذروته عند 165-185 نبضة في الدقيقة خلال وقت مبكر من الأسبوع السابع (في وقت مبكر من الأسبوع 9 بعد آخر فترة طمث). ويكون هذا التسارع قرابة 3.3 نبضة في الدقيقة في اليوم الواحد، أو حوالي 10نبضات في الدقيقة كل ثلاثة أيام، بزيادة قدرها 100 نبضة في الدقيقة في الشهر الأول.
بعد ذروته خلال حوالي 9.2 أسابيع بعد آخر فترة طمث، فإنه يتباطأ إلى حوالي 150 نبضة في الدقيقة (+/- 25 نبضة في الدقيقة) خلال الأسبوع ال 15 بعد آخر فترة طمث. وبعد الأسبوع الخامس عشر، يتباطأ التباطؤ ليصل إلى معدل متوسط يبلغ حوالي 145 (+/- 25 نبضة في الدقيقة). وصيغة الانحدار التي تصف هذا التسارع قبل وصول الجنين إلى 25 مم في الطول هي:
{\displaystyle \mathrm {Age\ in\ days} =\ \mathrm {EHR} (0.3)+6}
حيث EHR = معدل ضربات قلب الجنين
ولا يوجد فرق في معدلات ضربات القلب لدى الذكور والإناث قبل الولادة.

## الأهمية السريرية

### القياس

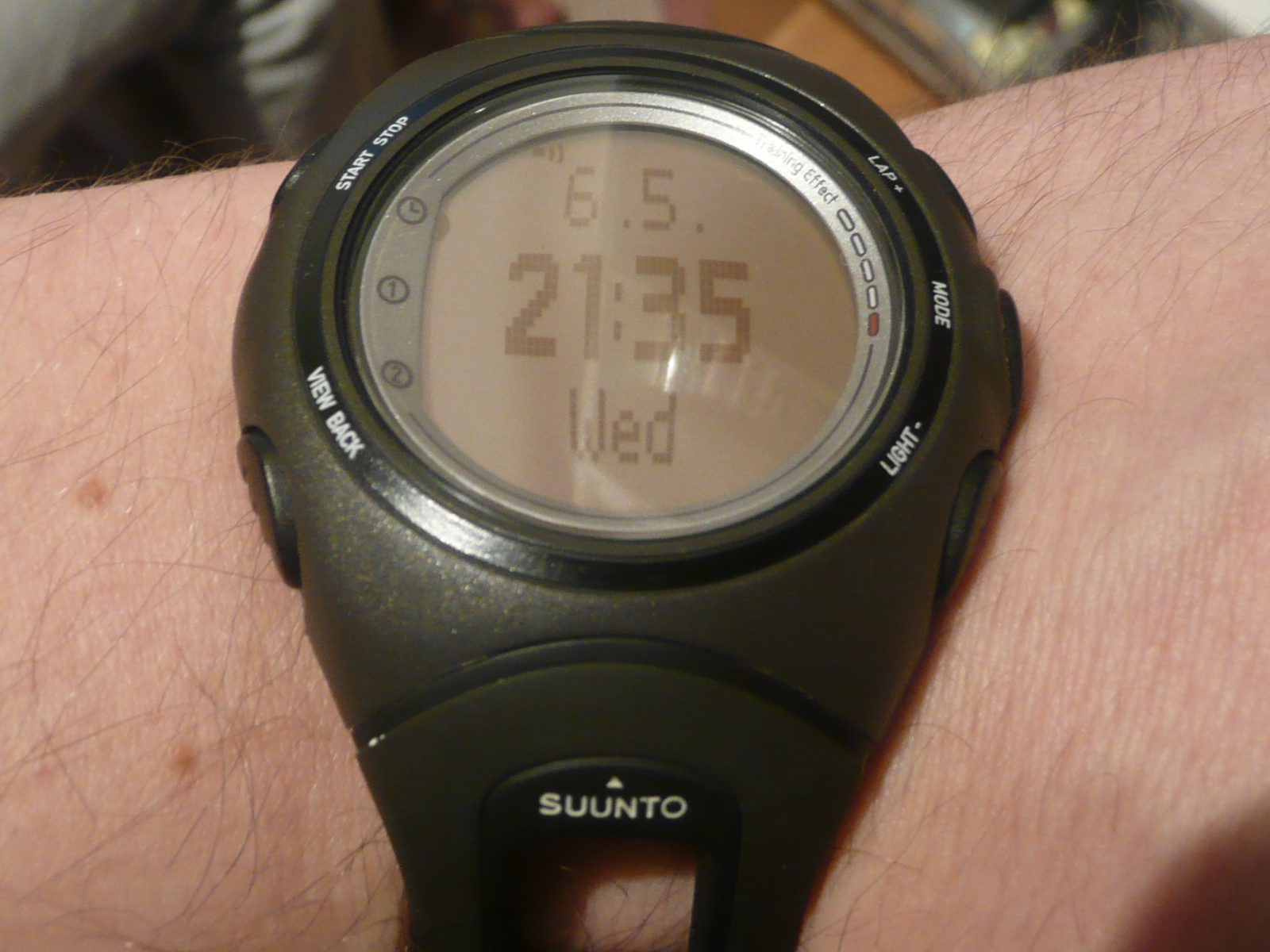
مراقب لمعدل ضربات القلب عند المعصم

#### القياس اليدوي

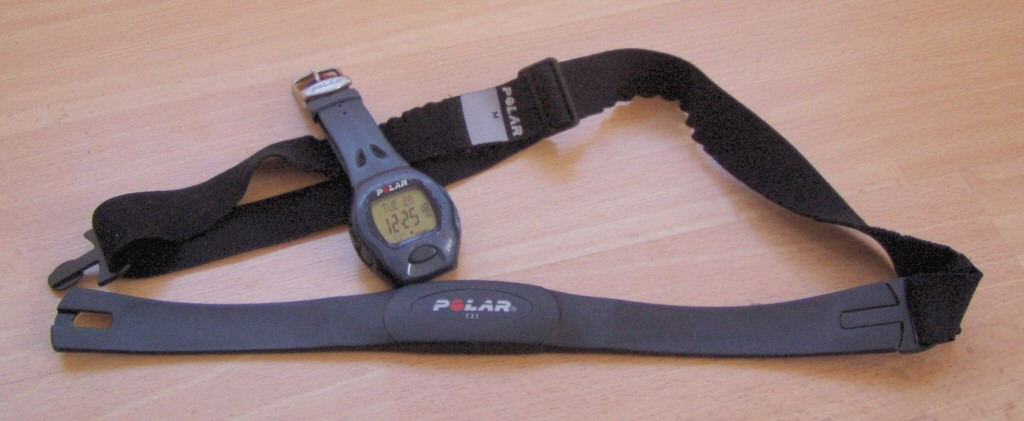
مراقبة سرعة القلب بمستقبل عند المعصم

تُقاس معدل ضربات القلب من خلال إيجاد نبض القلب. ويمكن العثور عليه في أي نقطة على الجسم حيث ينقل نبض الشريان إلى السطح عن طريق الضغط عليه بالإصبع السبابة والوسطى. وغالبا ما يُضغط على ما يوجد تحته مثل العظام. (من المناطق الجيدة له على الرقبة، وتحت زاوية الفك). لا ينبغي استخدام الإبهام لقياس معدل ضربات القلب لشخص آخر، حيث أن نبضها القوي قد يتداخل مع الإدراك الصحيح للنبض المستهدف.
الشريان الكعبري هو الأسهل للاستخدام لفحص معدل ضربات القلب. ومع ذلك، في حالات الطوارئ تكون الشرايين الأكثر موثوقية لقياس معدل ضربات القلب هي الشرايين السباتية. وذلك مهم أساسًا في المرضى الذين يعانون من الرجفان الأذيني، الذي يدق فيه القلب دقًا غير منتظم ويكون حجم النفضة مختلف إلى حد كبير من ضربة واحدة إلى أخرى. مما يجعل الوقت الانبساطي الفاصل للقلب أقصر، وبالتالي لا يملأ البطين الأيسر ملءً صحيحًا، ويكون حجم النفضة أقل، وموجة النبض ليست قوية بما فيه الكفاية ليُكشف عنها بجس شريان بعيد مثل الشريان الكعبري. ومع ذلك يمكن الكشف عنها بواسطة تخطيط القلب الدوبلري.
النقاط الممكنة لقياس معدل ضربات القلب هي:
- الجانب البطني من المعصم على جانب الإبهام (الشريان الكعبري).
- الشريان الزندي.
- الرقبة (الشريان السباتي).
- داخل الكوع، أو تحت العضلة ذات الرأسين (الشريان العضدي).
- الفخذ (الشريان الفخذي).
- خلف الكعب الإنسي على القدمين (شريان قصبة الساق الخلفي).
- وسط ظهر القدم (الشريان الظهري للقدم).
- خلف الركبة (شريان باطن الركبة).
- على البطن (الشريان الأبهر البطني).
- الصدر (قمة القلب)، والتي يمكن الشعور بها باليد أو الأصابع. ومن الممكن أيضا سماع القلب باستخدام السماعة الطبية.
- الصدغ (الشريان الصدغي السطحي).
- الحافة الجانبية للفك السفلي (الشريان الوجهي).
- جانب الرأس بالقرب من الأذن (الشريان الأذني الخلفي).

تخطيط القلب الكهربائي-RRinterval

#### القياس الإلكتروني

في التوليد، يمكن قياس معدل ضربات القلب عن طريق الموجات فوق الصوتية، كما هو الحال في هذا الجنين (في أسفل اليسار في الكيس) الذي عمره 6 أسابيع مع معدل ضربات القلب حوالي 90 نبضة في الدقيقة الواحدة..

وهناك طريقة أكثر دقة لتحديد معدل ضربات القلب تنطوي على استخدام تخطيط كهربائية القلب (ECG). يوّلد تخطيط القلب نمطًا يعتمد على النشاط الكهربائي للقلب، والذي يتبع وظيفة القلب. يُجرى رصد مستمر لتخطيط القلب دوريًا في العديد من الأماكن السريرية، وخاصة في العناية المركزة. حيث يحسب معدل ضربات القلب لحظيًا باستخدام فاصل من الموجة R إلى الموجة R، وضرب / قسمة من أجل اشتقاق معدل ضربات القلب بنبضات القلب / دقيقة. وتوجد طرق متعددة هي:
- معدل ضربات القلب = 1,500 / (الفاصل الزمني RR في ملليمتر)
- معدل ضربات القلب = 60 / (فترة RR في ثوان)
- معدل ضربات القلب = 300 / عدد المربعات «الكبيرة» بين موجات R المتعاقبة.
- معدل ضربات القلب = 1.500 مجموعة كبيرة

وتسمح أجهزة رصد معدل ضربات القلب بإجراء القياسات باستمرار ويمكن استخدامها أثناء التمرين عندما يكون القياس اليدوي صعبا أو مستحيلا (مثل عند استخدام اليدين). كما تتوفر شاشات مراقبة معدل ضربات القلب التجارية. وتتكون بعض أجهزة المراقبة المستخدمة خلال الرياضة من حزام للصدر بالأقطاب الكهربائية. وترسل الإشارة إلى جهاز استقبال بالمعصم.
وتشمل الطرق البديلة للقياس قياس التأكسج وتخطيط اهتزاز القلب.

### تسرع القلب
تسرع القلب هو أن يكون معدل ضربات القلب وقت الراحة أكثر من 100 نبضة في الدقيقة الواحدة. ويمكن أن يختلف هذا العدد، حيث أن صغار السن والأطفال يكون لديهم معدل ضربات قلب أسرع من البالغين.
الظروف الفسيولوجية الثي يحدث فيها تسرع القلب:
1. ممارسة الرياضة
2. الحمل
3. الظروف العاطفية مثل القلق أو الإجهاد.

الظروف المرضية التي يحدث فيها تسرع القلب:
1. تعفن الدم
2. الحمة
3. فقر الدم
4. نقص الأكسجة
5. فرط نشاط الغدة الدرقية
6. فرط الكاتيكولامينات
7. اعتلال عضلة القلب
8. أمراض صمامات القلب
9. متلازمة الإشعاع الحادة

### بطء القلب
عُرف بطء القلب بأن معدل ضربات القلب يكون أقل من 60 نبضة في الدقيقة عندما أكدت الكتب الدراسية أن المعدل الطبيعي لمعدل ضربات القلب كان 60-100 نبضة في الدقيقة. ومنذ ذلك الحين نُقّح المعدل الطبيعي في الكتب الدراسية إلى 50-90 نبضة في الدقيقة للإنسان وقت الراحة التامة. وضع عتبة أقل لبطء القلب يمنع سوء تصنيف الأفراد الأصحاء على أن لديهم معدل ضربات قلب مَرَضي. يمكن أن يتغير عدد معدل ضربات القلب الطبيعي حيث أن الأطفال والمراهقين يميلون إلى أن يكون معدل ضربات القلب أسرع من البالغين العاديين. وقد يرتبط بطء القلب بالظروف الطبية مثل قصور الغدة الدرقية.
يميل الرياضيون إلى أن يكون معدل ضربات القلب لديهم وقت الراحة بطيئًا، ولا ينبغي اعتبار أن بطء القلب في الرياضيين غير طبيعي إذا كان لا يوجد لدى الفرد أعراض مرتبطة به. على سبيل المثال، ميغيل إندوراين، الدراج الإسباني الفائز خمس مرات في جولة طواف فرنسا، كان معدل ضربات قلبه وقت الراحة 28 نبضة في الدقيقة، وهي واحدة من أدنى المستويات التي سُجِلَت على الإطلاق لإنسان سليم. كما حقق دانيال غرين الرقم القياسي العالمي لأبطأ ضربات قلب لإنسان سليم بمعدل ضربات قلب يساوي فقط 26 نبضة في الدقيقة في عام 2014.

### اضطراب النظم القلبي
عدم انتظام ضربات القلب هو شذوذ في سرعة القلب والإيقاع (في بعض الأحيان يشعر به الفرد في صورة خفقان). ويمكن تقسيمه إلى فئتين واسعتين: معدلات ضربات القلب السريعة والبطيئة. يسبب بعضها أعراض بسيطة. والبعض الآخر يُنتِج أعراض أكثر خطورة مثل الدوار، والدوخة، والإغماء.

### الارتباط مع خطر وفيات القلب والأوعية الدموية
ويشير عدد من التحقيقات إلى أن سرعة معدل ضربات القلب وقت الراحة قد ظهر كعامل خطر جديد للوفاة في الثدييات الثابتة الحرارة، ولاسيما الوفيات القلبية الوعائية لدى البشر. وقد يصاحب معدل ضربات القلب السريع زيادة إنتاج جزيئات الالتهاب وزيادة إنتاج أنواع الأكسجين التفاعلية في نظام القلب والأوعية الدموية، بالإضافة إلى زيادة الإجهاد الميكانيكي للقلب. وهناك علاقة بين زيادة معدل سرعة القلب في الراحة ومخاطر القلب والأوعية الدموية. هذا لا يُنظر إليه على أنه «استخدام توزيع دقات القلب» ولكنه يدل على زيادة الخطر على نظام القلب والأوعية الدموية بزيادة المعدل.
وقد أظهرت دراسة دولية بقيادة أستراليا للمرضى الذين يعانون من أمراض القلب والأوعية الدموية أن معدل ضربات القلب هو مؤشر رئيسي لخطر الإصابة بأزمة قلبية. ودرست الدراسة، التي نُشِرَت في مجلة لانسيت (سبتمبر 2008)، 11,000 شخصا عبر 33 بلد كانوا يُعالَجوا من مشاكل في القلب. وكان هؤلاء المرضى الذين كان معدل ضربات القلب لديهم فوق 70 نبضة في الدقيقة الواحدة معرضين بنسبة كبيرة للإصابة بالنوبات القلبية، والاحتجاز في المستشفيات، والحاجة إلى الجراحة. ويُعتَقد أن ارتفاع معدل ضربات القلب مرتبط بزيادة حدوث النوبات القلبية، وحوالي 46% زيادة في حالات الاحتجاز في المستشفيات بسبب النوبات القلبية غير المميتة والمميتة.
وقد أظهرت دراسات أخرى أن ارتفاع معدل ضربات القلب وقت الراحة مرتبط بزيادة في معدل الوفيات التي ترجع إلى القلب والأوعية الدموية في عامة السكان وفي المرضى الذين يعانون من أمراض مزمنة. ويرتبط معدل ضربات القلب السريع بقِصَر مدى العمر المتوقع، ويعتبر عامل خطر قوي لأمراض القلب وفشل القلب بغض النظر عن مستوى اللياقة البدنية. وقد تبين أن معدل ضربات القلب وقت الراحة فوق 65 نبضة في الدقيقة على وجه التحديد يكون له تأثير مستقل قوي على الوفيات المبكرة. وقد تبين أن كل 10 نبضات زيادة في الدقيقة وقت الراحة يصاحبه زيادة 10-20٪ في خطر الموت. وفي إحدى الدراسات، كان الرجال الذين ليس لديهم أي دليل على أمراض القلب مع معدل ضربات القلب وقت الراحة أكثر من 90 نبضة في الدقيقة الواحدة معرضين لخطر الموت القلبي المفاجئ خمس مرات أعلى من غيرهم. وبالمثل، وجدت دراسة أخرى أن نسبة تعرض الرجال الذين لديهم معدل ضربات القلب أكثر من 90 نبضة في الدقيقة الواحدة لخطر الموت بالأمراض القلبية الوعائية قد زادت تقريبا مرتين، بينما زادت النسبة في النساء لثلاثة أضعاف.
وبالنظر إلى هذه البيانات، ينبغي النظر في معدل ضربات القلب عند تقييم مخاطر القلب والأوعية الدموية، حتى في الأفراد الذين يبدون أصحاء. لمعدل ضربات القلب العديد من المزايا كعامل سريري: فهو غير مكلف، وسريع القياس، ويمكن فهمه وتعلمه بسهولة. وعلى الرغم من أن الحدود المقبولة لمعدل ضربات القلب هي بين 60 و 100 نبضة في الدقيقة الواحدة، إلا أن ذلك يستند على نطاق المربعات على ورقة التخطيط الكهربائي. وقد يكون التعريف الأفضل لمعدل ضربات القلب الجيبي الطبيعي بين 50 و 90 نبضة في الدقيقة الواحدة.
قد يكون نمط الحياة والنظم الدوائية مفيد لأولئك الذين يعانون من ارتفاع معدل ضربات القلب وقت الراحة. والتمارين الرياضية هي أحد التدابير الممكن اتخاذها عندما يكون معدل ضربات القلب للفرد أعلى من 80 نبضة في الدقيقة الواحدة. وقد وُجِدَ أيضًا أن النظام الغذائي مفيد في خفض معدل ضربات القلب وقت الراحة: ففي الدراسات الخاصة بمعدل ضربات القلب وقت الراحة، وخطر الموت، ومضاعفات القلب على المرضى الذين يعانون من مرض السكري من النوع 2، وُجِدَ أن البقوليات تعمل على خفض معدل ضربات القلب وقت الراحة. ويعتقد أن هذا يحدث لأنه بالإضافة إلى الآثار المفيدة المباشرة للبقوليات، فهي أيضًا تحل محل البروتينات الحيوانية في النظام الغذائي، والتي تكون أعلى في الدهون المشبعة والكوليسترول.
وقد يترافق معدل ضربات القلب البطيء جدا (بطء القلب) مع إحصار القلب. وقد ينشأ أيضًا من ضعف الجهاز العصبي الذاتي.

## فهرس
- Fuster، Valentin؛ Wayne، Alexander R.؛ O'Rouke، Robert A. (2001). Hurst's The Heart (ط. 10th International). New York: McGraw-Hill. ISBN:0-07-116296-8. OCLC:49034333.
- Jarvis, C. (2011). Physical Examination and Health Assessment (ط. 6). Saunders Elsevier. ISBN:9781437701517.

## روابط خارجية
- Online Heart Beats Per Minute Calculator Tap along with your heart rate
- An application (open-source) for contactless real time heart rate measurements by means of an ordinary web cam
- Dispute of the normal resting heart rate
- أمراض القلب عن البوابة الطبية